# Nationalpark Basse-Casamance

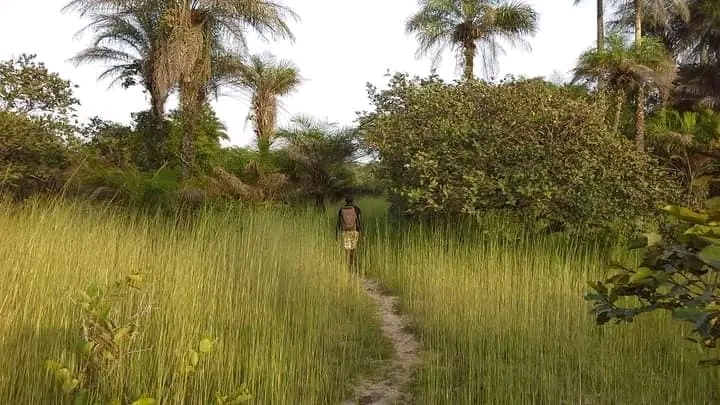
Nationalpark Basse-Casamance

Der Nationalpark Basse-Casamance liegt im südlichen Senegal in der Casamance und ist einer von sechs Nationalparks im Senegal.

## Geographische Lage
Der Nationalpark liegt nahe der Grenze zu Guinea-Bissau im Gebiet der Landgemeinde Santhiaba-Manjaque im Département Oussouye gut 12 Kilometer südlich von Oussouye an der Straße nach Kabrousse und Cap Skirring in der Region Casamance.

## Geschichte
Der seit 1970 bestehende Nationalpark wurde in den 1990er Jahren zeitweise von Rebellen im Verlauf des Casamance-Konflikts besetzt. Dadurch ist er seit einiger Zeit geschlossen und für Touristen nicht zugänglich, da Großteile der Infrastruktur zerstört wurden.

## Flora und Fauna
Der 35 km² große Park besteht als großen Feuchtsavannen und dichten Wäldern, die von Wasserwegen durchzogen sind. Zu den hier lebenden Tieren gehören 200 verschiedene Vogelarten und rund 50 unterschiedliche Säugetierarten wie Leopard, afrikanischer Waldbüffel und Western Red Colobus.